# De la Kethulle
De la Kethulle was een ambtenarenfamilie uit Gent die vanaf de vijftiende eeuw tot de adel opklom.

## Geschiedenis

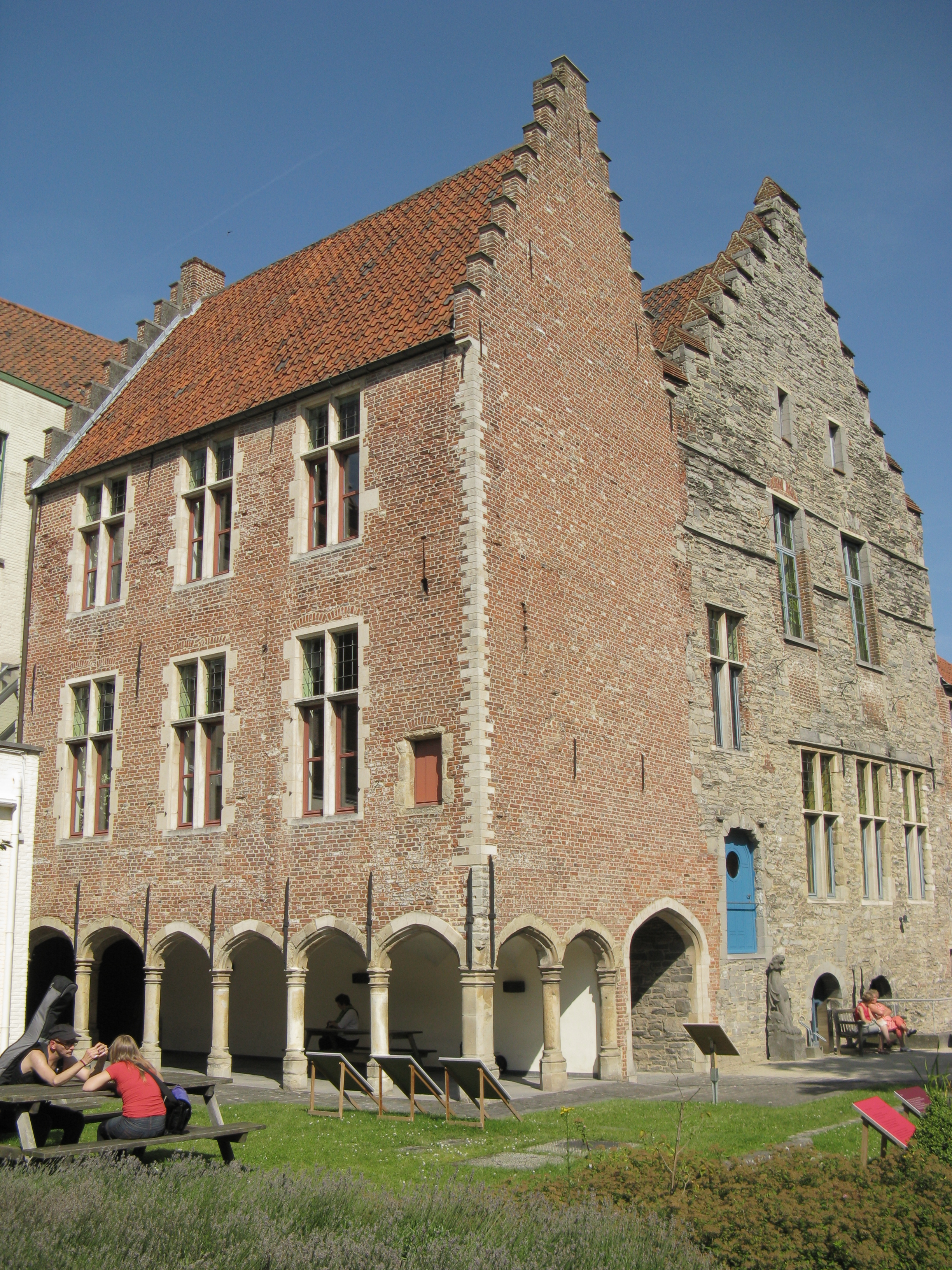
Het Hof van Ryhove in Gent, residentie van de protestantse leider Frans de la Kethulle de Ryhove

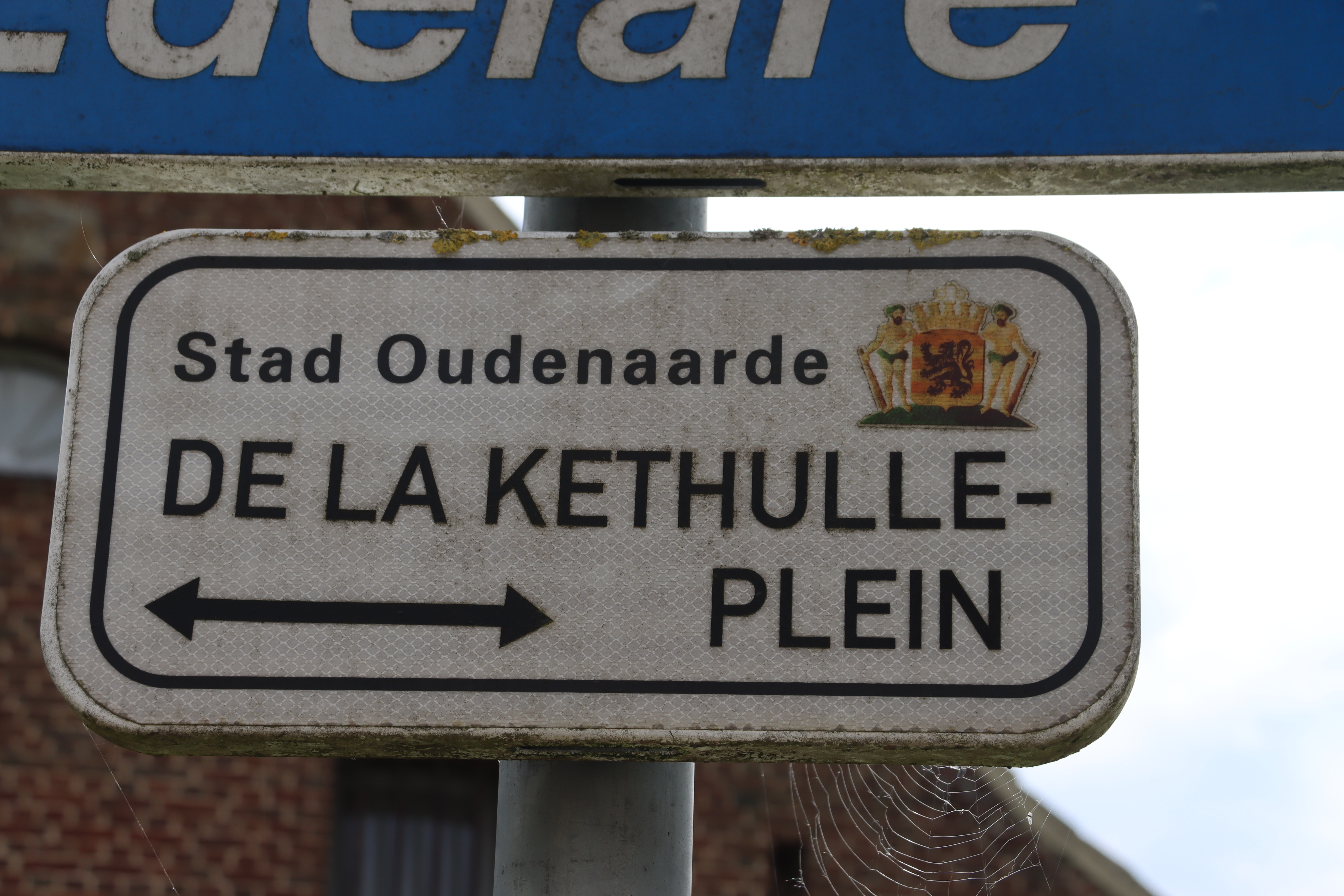
De la Kethulleplein in Volkegem

In 1437 werd Jehan de la Kethulle voor het eerst als 'jonkheer' op een adelslijst van het graafschap vermeld. In 1481 werd een Jan van der Kethulle, schepen in Gent, op een lijst van edelen in Vlaanderen vermeld. De eerste uitdrukkelijke vermelding van Jan Van de Kethulle als edelman dateert van 10 januari 1528.
Werden aldus vermeld:
- Jan I de la Kethulle (Pittem, ca. 1361 - Gent, 28 augustus 1433), heer van Haverie (heerlijkheid in Ertvelde en Kluizen, gekocht van Jan de Gruutere in 1428) en van Assche (Deerlijk), trouwde in 1432 met Elisabeth Eebins (1395-1471), 34 jaar jonger, met wie hij eerst minstens 20 jaar in concubinaat had geleefd en kinderen had. Hij was 'secretaris mijns gheduchts heeren van Bourgognen' en raadsheer van Filips de Stoute, Jan zonder Vrees en Filips de Goede, en bewaarder van de oorkonden van Vlaanderen.
  - Jan II van der Kethulle, heer van Volkegem (†1457) x Katharina Onredene († 1502).
    - Frans van der Kethulle (Gent, ca. 1431 - 1512), x Elisabeth de Voogt (†1519), dochter van de schout van Brugge Bartholomeus de Voogt. Hij was secretaris van de jonge Karel de Stoute en was gedurende 44 jaar verbonden aan de Raad van Vlaanderen.
    - Jan III vander Kethulle (1456-1524), heer van Haverie en heer van Assche, Noorthout en Ryhove, schepen van Gent, x Margareta van der Poorten.
      - Philippe van der Kethulle, heer van Haverie (1528).
        - Willem de la Kethulle (1527-1584) x Catharina de Merode.
        - Adrienne de la Kethulle x Roland van Hembyse.
        - François de la Kethulle de Ryhove (Wondelgem, 1531 - Utrecht, 15 juni 1585), heer van Ryhove, baljuw van Dendermonde, Gents protestants volksleider.
          - Philippe de la Kethulle, medewerker van zijn vader.
          - Louis de la Kethulle (1565-1631), officier in dienst van Maurits van Oranje.

        - Jan de la Kethulle x Anne de Louvense.
          - Philippe de la Kethulle x Hélène Benoit.
            - Philippe-Ignace de la Kethulle x Aurèle de Recourt.

  - Catharina van de Kethulle (†1479), x Jan Wielant (†1473).
    - Filips Wielant (Gent, 1441 - Mechelen, 1520), x Johanna van Halewijn (†1510). Rechtsgeleerde, burgemeester van het Brugse Vrije.

## Nieuwe tijd
Tijdens de zestiende tot achttiende eeuw hield de familie de la Kethulle haar reputatie hoog. Te vermelden:
- In 1568: Adrien de la Kethulle werd gelegitimeerd en was de grootvader van Artus (hierna).
- In 1627: de persoonlijke titel ridder werd verleend aan Philippe de la Kethulle.
- In 1646: de persoonlijke titel ridder werd verleend aan Artus de la Kethulle.

## Na 1815

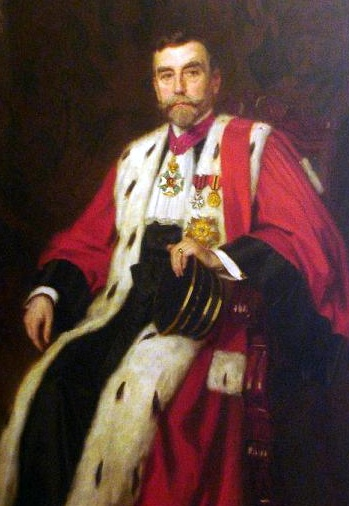
Adrien de la Kethulle de Ryhove, eerste voorzitter van het hof van beroep in Gent

Onder het Verenigd Koninkrijk der Nederlanden verkregen twee edellieden uit het ancien régime, behorende tot de familie de la Kethulle, bevestiging van hun adellijke status.
- Louis Désiré Ghislain de la Kethulle (Gellingen, 27 augustus 1750 - Gent, 3 januari 1826), was onder het ancien régime schepen van de Keure in Gent. Hij was een zoon van Nicolas de la Kethulle, kolonel bij de Gardes Wallonnes in Spaanse dienst en van Thérèse Thyerin. Hij trouwde in 1781 met Colette van der Bruggen (1760-1830) en ze hadden zeven kinderen. In 1816 werd hij erkend in de erfelijke adel en benoemd in de Ridderschap) van de provincie Oost-Vlaanderen.
  - Emmanuel de la Kethulle (Gent, 1792-1864), trouwde met Marie-Jeanne Schuurman (1794-1878). Deze tak doofde uit, na drie generaties, in 1958.
  - Louis de la Kethulle (Gent, 1794 - Gentbrugge, 1872), trouwde met Justine van den Hecke (1794-1866). In 1889 verkregen hun kinderen en kleinkinderen vergunning om de Ryhove aan hun naam toe te voegen.
    - Eugène de la Kethulle de Ryhove (Gent, 1823-1897), trouwde met Gabrielle de Ghellinck (1830-1861). Ze kregen negen kinderen.
      - Adrien de la Kethulle de Ryhove (1851-1933), trouwde met Irène van Pottelsberghe de la Potterie (1851-1930). Hij beëindigde zijn carrière als magistraat met het ambt van eerste voorzitter van het hof van beroep in Gent. Hij werd vereerd met de titel baron, overdraagbaar bij eerstgeboorte. Er zijn afstammelingen tot heden, maar is in 2004 in mannelijke lijn uitgedoofd.
        - Louis de la Kethulle de Ryhove (1877-1941), trouwde met Raphaëlle Goethals (1882-1954), dochter van Edmond Goethals. Ze kregen twee dochters.
          - Françoise de la Kethulle de Ryhove (1908-1999), trouwde met Etienne Nolf (1902-1958). Ze kregen twee zoons en drie dochters, met afstammelingen tot heden.
          - Yvonne de la Kethulle de Ryhove (1914-2004), trouwde met ridder Maurice de Ghellinck d'Elseghem (1905-1986). Ze kregen een zoon en twee dochters, met afstammelingen tot heden.

        - Raoul de la Kethulle de Ryhove (1879-1944), trouwde met Marthe de Marcq de Tiège (1884-1975). Ze kregen twee zoons en een dochter.
          - Thierry de la Kethulle de Ryhove (1907-1998), trouwde met Renée-Victoire Carton de Wiart (1918-2013), dochter van graaf Edmond Carton de Wiart. Hij was brigadegeneraal en Commandant van de Koninklijke Paleizen onder koning Boudewijn (1954-1961). Jonkheer van geboorte, hij werd in 1970 in de adel opgenomen persoonlijke titel baron. Het echtpaar bleef kinderloos.
          - Éliane de la Kethulle de Ryhove (1918-1975), trouwde met Charles Verhaegen (1919-1975), kleinzoon van Paul Verhaegen. Ze kregen een zoon, met afstammelingen tot heden.

      - Ferdinand de la Kethulle de Ryhove (1852-1921), trouwde met Anna Stéphanie Pauli (1859-1931). Ze kregen een zoon.
        - Jean de la Kethulle de Ryhove (1884-1942), trouwde met Madeleine de Hemptinne (1884-1978). Ze kregen twee zoons en een dochter, met talrijke afstammelingen tot heden.

      - Marguerite de la Kethulle de Ryhove (1853-1933), trouwde met Gustave Coget (1835-1904). Ze kregen twee zoons en twee dochters, met afstammelingen tot heden.
      - Henri de la Kethulle de Ryhove (1854-1929), trouwde met Victorine Coppieters (1861-1934) en verhuisde naar Sint-Michiels. Ze namen hun intrek in het kasteel Leyselebeke. Het gezin kreeg veertien kinderen en heeft een talrijk nageslacht. Drie van hun dochters werden kloosterzuster.
        - Geneviève de la Kethulle de Ryhove (1881-1952), trouwde met Charles Boucher (1883-1950), industrieel en schepen van Doornik. Ze kregen een zoon en drie dochters, met afstammelingen tot heden.
        - Léon de la Kethulle de Ryhove (1882-1969), trouwde met Maria Gailliard (1885-1968). Het echtpaar kreeg twee zoons en drie dochters van wie een dochter voor afstammelingen zorgde. Hij was ondervoorzitter van de rechtbank van eerste aanleg in Brugge en kreeg in 1938 de baronstitel.
        - Maurice de la Kethulle de Ryhove (1884-1967), hoger ambtenaar in Belgisch-Congo, trouwde met Gertrude Casier de ter Beken (1888-1976), dochter van Amand Casier de ter Beken.
          - Ignace de la Kethulle de Ryhove (1924-1991) trouwde in 1951 met Ghislaine Calmeyn (1925–2020). Hij werd in 1971 vereerd met de bij eerstgeboorte overdraagbare baronstitel. Het echtpaar kreeg zes kinderen.
            - Pierre-Raphaël de la Kethulle de Ryhove (°1956) trouwde met Agnès Ryelandt (°1958). Het echtpaar kreeg vier dochters. Hij is voorzitter geworden van de familievereniging de la Kethulle de Ryhove.

        - Hélène de la Kethulle de Ryhove (1885-1965) kloosterzuster bij de Dames van Sint-Andreas.
        - Eugène de la Kethulle de Ryhove (1886-1973), trouwde met Jeanne Gailliard (1889-1966).
          - Christian de la Kethulle de Ryhove (1917-2009), trouwde met Anne Gillès de Pelichy (1915-2002). Hij was ondernemer, voorzitter van de Kamer van Koophandel van Oostende. In 1994 werd hem de bij eerstgeboorte overdraagbare titel ridder toegekend.
            - Baudouin de la Kethulle de Ryhove (°1945), trouwde met Esther Profilo (1943-2019). Hij beëindigde zijn carrière als Belgisch ambassadeur in Parijs.
              - Christian-Antonio de la Kethulle de Ryhove (°1971), trouwde met Isabelle Lefebvre (°1970)

        - Arnold de la Kethulle de Ryhove (1887-1918), gesneuveld in Merkem op 11 september 1918.
        - Hubert de la Kethulle de Ryhove (1889-1970), trouwde in 1929 met gravin Isabelle de Looz Corswarem (1900-1958).
          - Arnold de la Kethulle de Ryhove (1931-2015), trouwde in 1960 met Sabine van den Hove d'Ertsenryck (°1939). Het echtpaar kreeg zes kinderen.
            - José de la Kethulle de Ryhove (°1970), trouwde met Sandrine de Haan (°1970). Ze kregen drie dochters. Hij is secretaris geworden van de familievereniging de la Kethulle de Ryhove.

        - Raphaël de la Kethulle de Ryhove (1890-1956) werd scheutist en was een groot organisator van sportverenigingen en -activiteiten in Belgisch-Congo, stichter en voorzitter van de 'Association royale sportive congolaise'.
        - Marie-Irène de la Kethulle de Ryhove (1892-1966), trouwde met jonkheer Jean Goethals (1892-1980), weduwnaar van haar zus  Godelieve.
        - Marguerite de la Kethulle de Ryhove (1893-1977), benedictines, medestichter van de priorij Bethanie in Loppem.
        - Gérald de la Kethulle de Ryhove (1895-1974), trouwde met Simonne Goethals (1907-1978). Hij was advocaat in Brugge en in Leopoldstad. Hij was ook korte tijd rechter in Kortrijk.
        - Godelieve de la Kethulle de Ryhove (1896-1932, trouwde met jonkheer Jean Goethals (1892-1980)
        - Germaine de la Kethulle de Ryhove (1899-1961), benedictines, priorin in Congo.
        - Walpart de la Kethulle de Ryhove (1904-1981), trouwde met Berthe Parthon de Von (1906-1929), met Marie-Antoinette Thibaut (1913-1952) en met Béatrice de la Barre d'Erquelinnes (1913-1990). Hij was advocaat in Brugge en in Leopoldstad. In deze tweede stad werd hij gemeenteraadslid en consul van Griekenland. Na zijn terugkeer in België werd hij substituut-procureur des Konings in Brussel. Uit het tweede huwelijk had hij vier kinderen.
- Nicolas Ignace Xavier de la Kethulle de Bolsele (Sint-Gillis-Waas, 24 juni 1760 - 30 september 1817), broer van Louis-Désiré, trouwde met Rosalie Annez (1772-1835). Ze kregen negen kinderen. In 1816 werd hij erkend in de erfelijke adel en benoemd in de Ridderschap van de provincie Oost-Vlaanderen. Deze familietak is in 1913 uitgedoofd.